# Григоровка (Березанская община)
Григоровка (укр. Григорівка) — село, входит в Березанскую городскую общину Броварского района Киевской области Украины. До 2020 года входило в состав Барышевского района.
Население по переписи 2001 года составляло 466 человек. Телефонный код — 4576. Занимает площадь 2,23 км².

## Местный совет
07550, Киевская обл., Барышевский р-н, c. Яблоневое, ул. Шевченко, 1